# Pino Caruso

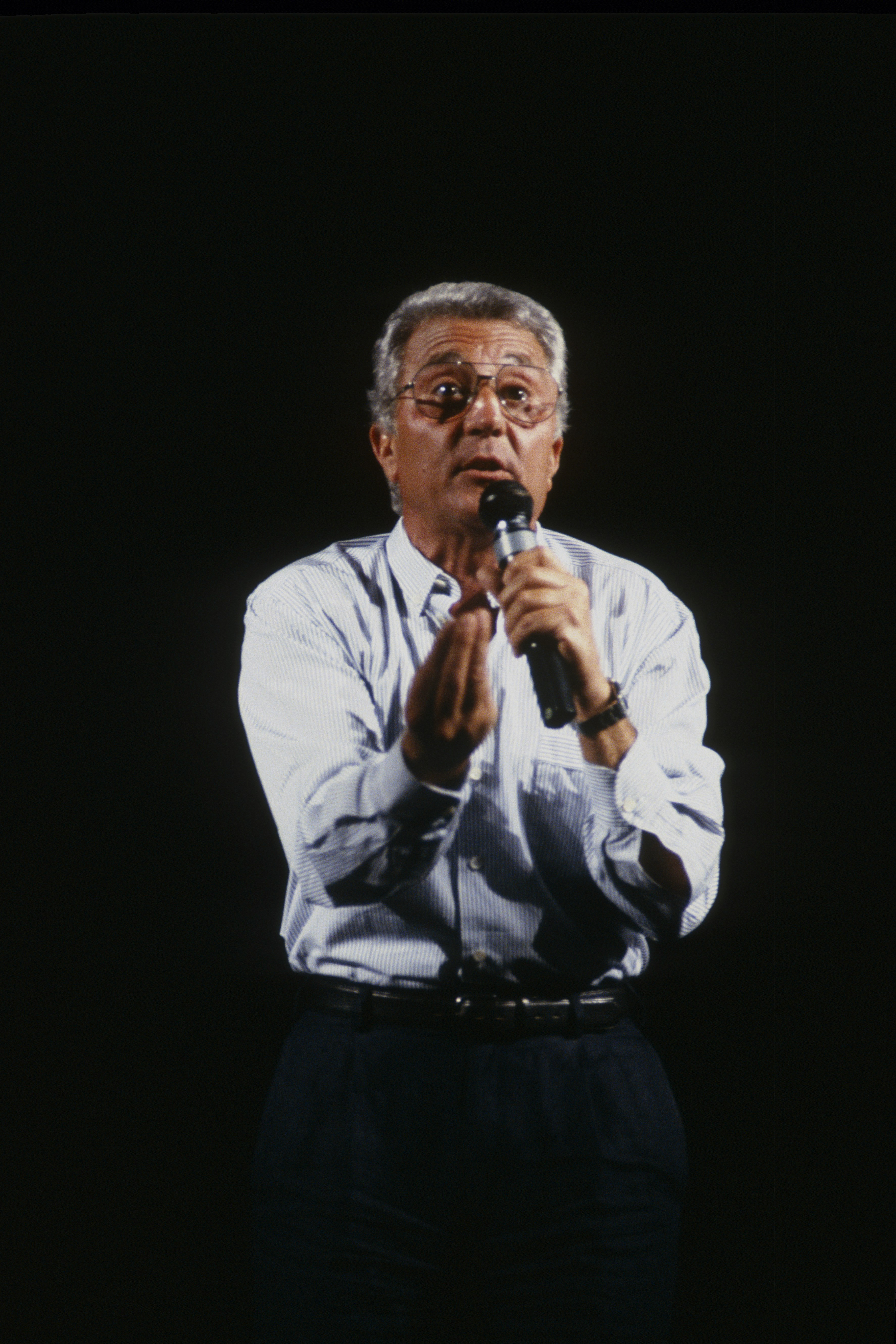
Pino Caruso (2018)

Pino Caruso (eigentlich Giuseppe Caruso; * 12. Oktober 1934 in Palermo; † 7. März 2019) war ein italienischer Schauspieler und Regisseur.

## Leben
Caruso begann 1957 im Piccolo Teatro di Palermo, wechselte jedoch bald nach Catania; dann folgten ab 1965 auch Auftritte in Kleinkunstbühnen. Oft arbeitete er dabei mit sizilianischem Dialekt – bis Mitte der 1960er Jahre blieb er auch auf seiner Geburtsinsel. Ab 1968 erhielt er Angebote für Fernseharbeiten, die ihm große Popularität verschafften. In Filmen war der sympathische und extrovertierte, intelligente und mimisch begabte Darsteller ebenfalls seit Ende der 1960er Jahre, jedoch verhältnismäßig selten, zu sehen; meist übernahm er tragende Nebenrollen. Zu seinen bekanntesten Interpretationen gehört der Richter in Nanni Loys Scugnizzi von 1989. Neben einem Fernsehfilm im Jahr 1984 arbeitete er nur einmal als Filmregisseur: 1977 drehte er nach eigenem Drehbuch eine Episode von Ride bene che ride ultimo.
Caruso hat auch mehrere Bücher veröffentlicht. Er war engagierter Vegetarier.

## Filmografie (Auswahl)
- 1968: La più bella coppia del mondo
- 1970: Leo, der Kriegsheld (Le mur de l’Atlantique)
- 1973: Malizia
- 1973: Verführung einer Sizilianerin (La seduzione)
- 1975: Monsieur Dupont (Dupont-Lajoie)
- 1975: Die Sonntagsfrau (La donna della Domenica)
- 1977: Ride bene … chi ride ultimo (auch Regie)
- 1981: Die verrückteste Armee der Welt (L’esercito più pazzo del mondo)
- 1985: Lei è colpevole, si fidi! (Fernsehfilm) (auch Regie)
- 1989: Scugnizzi
- 2002–2003: Carabinieri (Fernsehserie, 23 Folgen)
- 2009: La matassa
- 2016: Abbraccialo per me